# Yonphula Airport
Yonphula Airport är en flygplats i Bhutan.   Den ligger i distriktet Trashigang, i den östra delen av landet, 190 kilometer öster om huvudstaden Thimphu. Yonphula Airport ligger 2 533 meter över havet.
Terrängen runt Yonphula Airport är huvudsakligen bergig, men åt sydväst är den kuperad. Yonphula Airport ligger uppe på en höjd. Runt Yonphula Airport är det ganska tätbefolkat, med 70 invånare per kvadratkilometer.. Närmaste större samhälle är Kanglung, 4,5 kilometer nordost om Yonphula Airport.
I omgivningarna runt Yonphula Airport växer i huvudsak blandskog.